# Väsbys bästa
Väsbys bästa är ett lokalt politiskt parti i Upplands Väsby kommun, som bildades inför valet till kommunfullmäktige 2014. 

## Valresultat
| År   | Röster | %     | Mandat  |
| ---- | ------ | ----- | ------- |
| 2014 | 900    | 3,58  | 2 av 51 |
| 2018 | 2 444  | 9,16  | 3 av 51 |
| 2022 | 3 337  | 12,50 | 6 av 51 |